# Дмитренко Анатолій Володимирович
Анатолій Володимирович Дмитренко (нар. 10 лютого 1964, село Горбове, тепер Ємільчинського району Житомирської області) — український радянський діяч, водій автомобіля Степанівської пересувної механізованої колони № 155 тресту «Житомирводбуд». Депутат Верховної Ради УРСР 11-го скликання.

## Біографія
Освіта середня.
З 1981 року — тракторист колгоспу імені XXIII з'їзду КПРС Ємільчинського району Житомирської області. Служив у Радянській армії.
З 1984 року — водій автомобіля Степанівської пересувної механізованої колони № 155 тресту «Житомирводбуд».
Проживав в селі Степанівка Ємільчинського району Житомирської області.

## Нагороди
- ордени
- медалі